# Beatrice Beck Schimmer
Beatrice Beck Schimmer (* 1963) ist eine Schweizer Professorin für Anästhesiologie und Direktorin Universitäre Medizin an der Universität Zürich, ETH und vier universitären Krankenhäusern in der Schweiz.

## Werdegang
Beatrice Beck Schimmer studierte Humanmedizin an der Universität Bern und promovierte dort 1988. Beck Schimmers Forschungsgebiet umfasst einerseits das Thema der Organprotektion, andererseits Gebiete der Nanomedizin. Für beide Forschungsrichtungen hat sie zahlreiche kompetitive Drittmittel eingeholt. Seit 2011 setzt sie sich aktiv für die Nachwuchsförderung ein, vor allem für die Karriereplanung von Frauen, mit Mentoringprogrammen und dem Laufbahnförderprogramm Filling the Gap der Medizinischen Fakultät. Seit dem 1. August 2018 ist sie Direktorin der Universitären Medizin Zürich und Mitglied der Universitätsleitung, welche reorganisiert wurde.
Sie ist die erste Frau in dieser Rolle. Gemäss Susanne Anderegg, Tages-Anzeiger, grenze «an ein Wunder», dass «jetzt eine Frau an der Spitze der Universitären Medizin von Zürich steht.»

## Mandate
Von 2012 bis 2018 war sie Forschungsratsmitglied des Schweizer Nationalfonds (SNF). Ab 2016 als Präsidentin des Fachausschusses Karrieren mit Einsitz im Präsidium des SNF. Ebenso nahm sie von 2017 bis Mitte 2018 in der Medizinischen Fakultät der Universität Zürich die Position als Prodekanin Akademische Nachwuchsförderung und Chancengleichheit ein.

## Leben
Beatrice Beck Schimmer ist Mutter zweier Kinder.